# Virgen de Belén (San Mateo)
La Virgen de Belén  es una advocación mariana del catolicismo que se venera en San Mateo. En 1962, Monseñor José Alí Lebrún , primer y segundo Obispos de Maracay respectivamente, solicitaron la Coronación Canónica de la Imagen de la Virgen de Belén, acto celebrado el 31 de enero de 1965, todo gracias al desarrollo devocional creciente del pueblo de Aragua, hacia la Virgen de Belén. Desde su aparición la Virgen de Belén ha sido nombrada patrona de Aragua, pero no fue sino hasta el año 2004 cuando el Gobierno regional (Gobernador Didalco Bolívar) lo decretó así, además de nombrarla cuarto símbolo de la entidad. Dicha designación es efectuada debido a que en pocos sitios del país se ha registrado este acontecimiento religioso.

## Historia

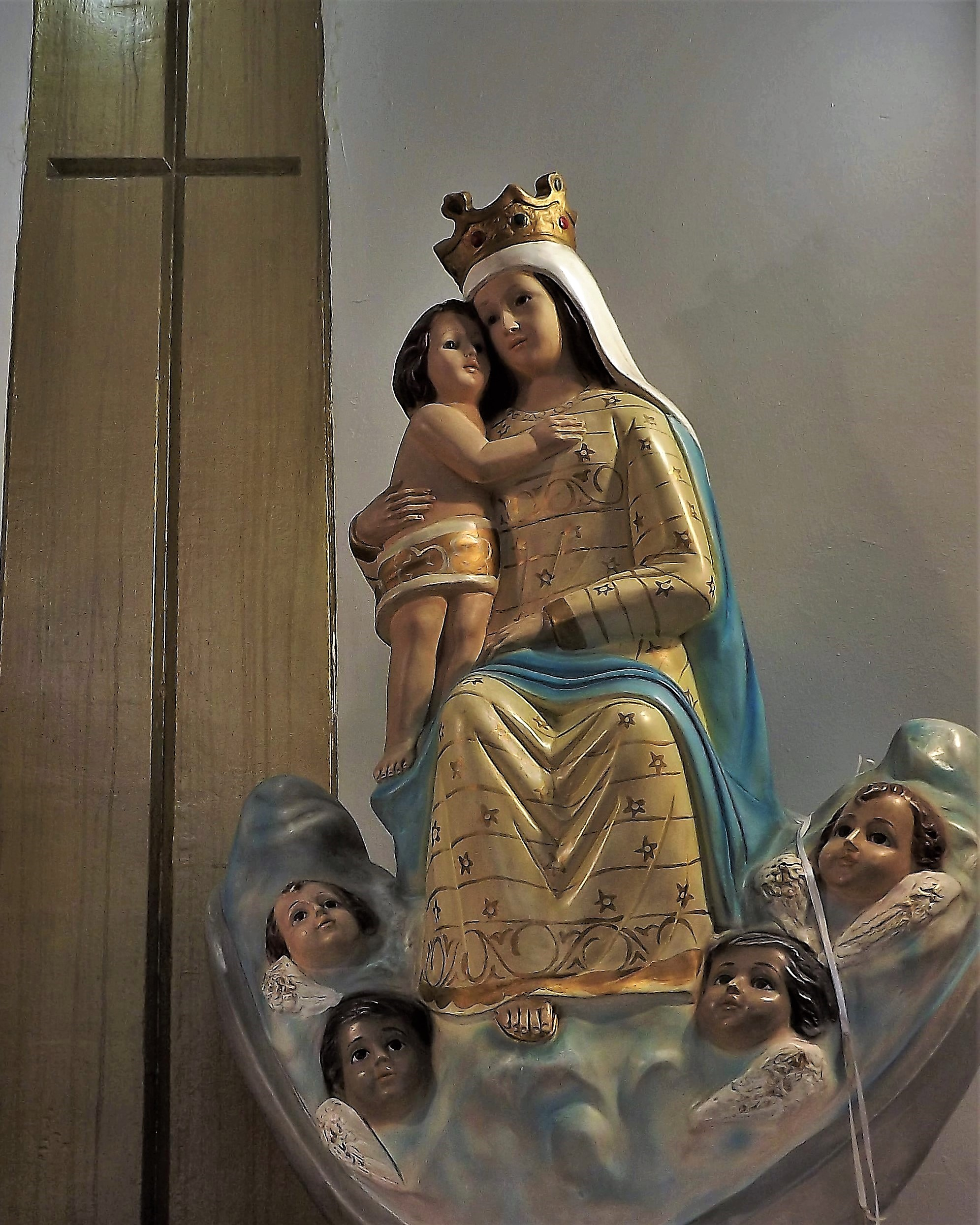
Nuestra Señora de Belén

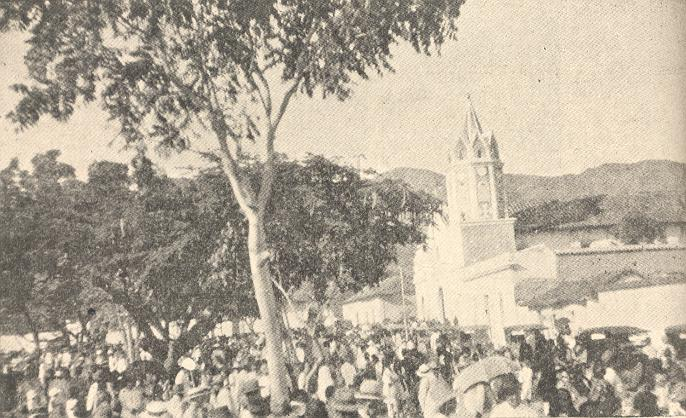
Imagen de la congregación frente a la Iglesia en los actos de la Coronación

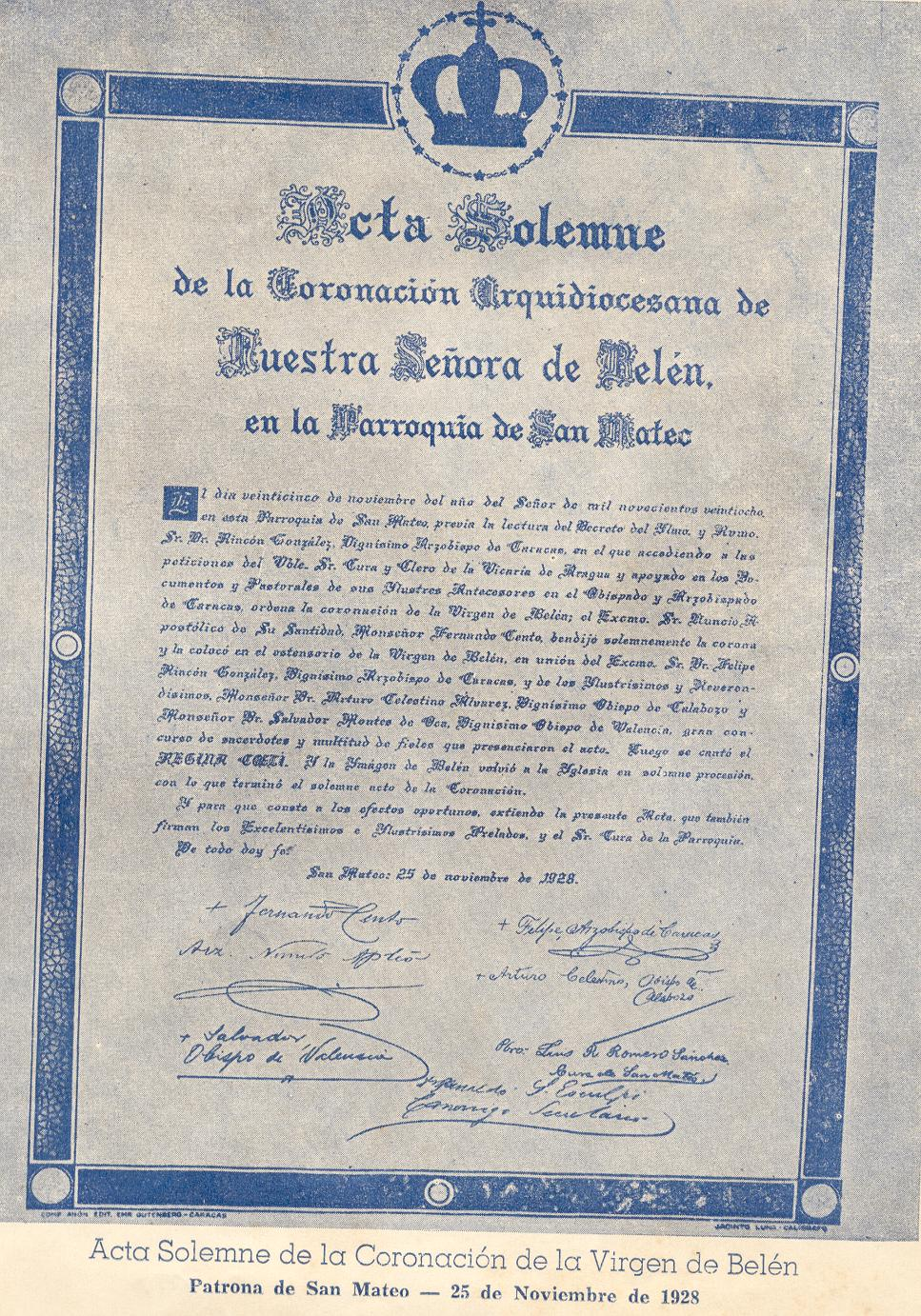
Acta Solemne de la Coronación Arquidiocesana de la Virgen de Belén

Corría el año de 1709, bañaban los rayos del sol de noviembre en torrentes de luz los montes de Pipe, al norte del villorio, y al soplo continuo y halagüeño de una brisa refrigerante y embalsamada, ondulaban los ricos cañaverales del ubérrimo Valle del Aragua, donde las plantaciones de caña dulce, de añil y cerrados maizales habían sustituidos a lo tupidos bosques del siglo anterior.
El pueblo contaba entonces con solo humildes y pajizas chozas, regadas sin orden ni armonía en torno de la iglesia parroquial, cónsona esta, por la humildad de su aspecto interior, con la pobreza e indigencia de los vecinos. Su chata torre, cual dedo extendido, señalaba el cielo, recordando a todos su eterno destino; y el agudo tañer de su campana llamaba a los niños de ambos sexos a la doctrina que con celo y amor, les explicaba el Rvdo. Padre Fray Nicolás de la Torre. Era, en este venturoso año cacique de la comunidad indígena de San Mateo, Don Mateo de Oroguaypuro, u Oroguaypur, quien gozaba de gran prestigio entre sus coterráneos.
Distante una cuadra de la iglesia estaba situada la choza del indio Tomás José Purino, hombre sencillo y temeroso de Dios, de conducta recta y fama intachable, siendo notoria su pureza de costumbres y verdadera religiosidad; gozaba entre los suyos del aprecio a que siempre se hace acreedora la virtud  con tal razón veíase investido con el cargo de fiscal de la Doctrina. Estaba unido en legítimo matrimonio con Inés Heredia, también india de vida arreglada, que compartía con él los mismos sentimientos y deseos.
En la mañana del 26 de noviembre del ya citado año, salió Tomás José Purino al patio interior de su casa y dióse a la faena de ajar un tronco de un árbol para el uso particular de su hogar. Apenas había iniciado su trabajo, cuando dirigiendo la vista a un punto del suelo, inmediato a él, observó con rara extrañeza una curiosa novedad: a medida que golpeaba el palo con el hacha,  el suelo se movía, y se levantaba ligeramente la tierra. Con viva curiosidad observaba Purino este inesperado fenómeno, que su mujer atribuyó en un principio al vigor y fuerza con que golpeaba el madero, pero, prosiguiendo el indio su ruda faena, creció de pronto su extrañeza al observar que la tierra, levantándose hasta formar una pequeña prominencia, se iba abriendo dejando en su centro una como raja u hoyo. No conteniendo su emoción exclamó a grandes voces: "¡Inés, Inés, ven, corre!".
No sabiendo el motivo de esta alarmante llamada, acude presurosa la india y ambos esposos vieron como por la raja del centro de la prominencia de la tierra, que lentamente se había formado, salía, hasta quedarse parada encima, una diminuta imagen del tamaño de una moneda de un vellón (aproximadamente el tamaño de una moneda actual de 500,00 Bs.).
Indescriptible fue la emoción de Purino y de su mujer cuando, acercándose más, advirtieron que la imagen aparecida representaba a la Virgen sentada sobre una media luna y sosteniendo con la mano derecha al Niño, posado sobre sus rodillas. A una orden de su marido, trae Inés un pañito con el cual el indio, doblada la rodilla, coge la sagrada imagen y la coloca en un altar de su casa, en medio de luces y flores con que la adornaron los afortunados moradores de esta bendita mansión.
Divulgóse este prodigio por todo el pueblo, y la choza del indio se llenó de gente que acudía a contemplar a esta imagen y a oír el prodigioso relato de su providencial hallazgo. Quiso entonces el fervoroso Purino ofrecer a la Madre de Dios el espiritual obsequio del Smo. Rosario, que rezó en compañía de su madre María Micaela, de su mujer y de los muchos indios y demás gentes del pueblo que entonces llenaban su casa.

## Coronación Arquidiocesana
Atendiendo a la solicitud del Pbro. Luis Rafael Romero, cura de San Mateo, y de otros párrocos y fieles de las comarcas del valle de Aragua, el Ilustrísimo Señor Arzobispo de Caracas, con fecha; 10 de noviembre de 1927, decretó la Coronación Arquidiocesana de la milagrosa imagen de Nuestra Señora de Belén.
Con el fin de preparar el grandioso acto de esta coronación, que fue fijada para el 25 de noviembre de 1928, se organizaron Juntas de damas y caballeros, los cuales con lujo de gala y buen gusto, prepararon los espléndidos festejos de los días 24, 25, 26, 27 y 28 de noviembre de 1928, días de gloria para San Mateo, en que la simpática población aragüeña vio congregarse en torno de su histórico templo a Venezuela toda. El representante del Papa, el episcopado y el primer magistrado de la República, el rico y el labriego, el artesano y el hombre de letras, todos a una se dieron cita a los pies de María para glorificar a la Madre meliflua de Cristo.
Ante una selecta y piadosa concurrencia de unas quince mil personas, y asistido por los Ilustrísimos señores Felipe Rincón González, Arzobispo de Caracas, Salvador Montes de Oca, Obispo de Valencia, Arturo Celestino Álvarez, de Calabozo, y Monseñor de Sanctis, Auditor de la Nunciatura, el Excelentísimo Señor Nuncio Apostólico en Venezuela, Ilustrísimo Sr. Fernando Cento, bendijo solemnemente la corona con la cual ciñó la venerada imagen, a los vibrantes acordes del Himno Nacional, que siguieron a los delirantes vítores de un pueblo entusiasmado, los atronadores acentos de disparos y cohetes y los prolongados repiqueteos de las campanas. Los bellos versos del himno de la coronación, cuya letra es de la inspirada lírica del poeta Fray Ángel Sáenz, y la música, del aventajado compositor Pedro A. Pino, terminaron el acto, con la suavidad de su ritmo y armonía.
Cuantos presenciaron las fiestas de la coronación guardan de ellas imperecedero recuerdo y es de esperar que el movimiento mariano que despertaron irá siempre en aumento, ya que con gusto sabemos que son muchos los fieles que visitan ahora la simpática Reina de los Valles del Aragua.